# Григорьев, Дмитрий Анатольевич
Дмитрий Анатольевич Григорьев (род. 5 сентября 1960, Ленинград) — русский поэт и прозаик

## Биография
Окончил Химический факультет Ленинградского университета. Работал лаборантом, бетонщиком, плотником, мозаичником, художником-оформителем, мойщиком окон, оператором газовой котельной. Служил в звании старшего лейтенанта в Ленинградском полку химической защиты, участвовал в ликвидации последствий аварии Чернобыльской АЭС. 
Начиная с 90-х  работает как редактор, журналист и копирайтер. Был литературным редактором глянцевого журнала «Стильный» (2004-05),  некоторое время представлял петербургских писателей в газете «Аргументы и Факты — Санкт-Петербург" (2007), в настоящее время работает в котельной и продолжает сотрудничать с рядом изданий.  
В 2006-07 вёл литературный клуб "Дебют СПб" (организованный комитетом молодежной литературной премии "Дебют")
Член Союза российских писателей и 9-й секции Союза писателей Санкт-Петербурга. 
Лауреат поэтической премии им. Н. Заболоцкого (2006), лауреат Международного фестиваля «Поэзия без границ» (2020) , победитель (2 место) премии "Антоновка" в номинации "критика" (2022).
Живёт в Санкт-Петербурге.

## Творчество
В первой половине 80-х, входил в литературную группу «Депрессионисты», участниками которой также были М. Кондратьев (Транк МК), Б. Пузыно, Вяч. Филиппов (В.Ртомкер). Основные лейтмотивы, объединяющие группу – игнорирование советской системы и философско-ироническое отношение к миру. В 1984-85 году группой были выпущены машинописные сборники «Модитен-депо» и "Правда о Кровавой Ейке".
В середине 80-х  начал активно публиковаться в  самиздате, в том числе в ведущих самиздатских журналах «Часы», «Обводный канал», «Митин журнал» , был близок кругу «Клуба-81» (в 1986 г. стал его членом). В это же время Григорьев активно общался с московскими поэтами "Эпсилон-салона" Николаем Байтовым и Александром Барашем, которые размещали в своем журнале его прозу, намного больше тяготеющую к иронии и абсурду, чем  стихи.
В начале 90-х стал одним из постоянных авторов журналов «Сумерки» (СПб) и «Черновик» (NY, USA). С середины  90-х  публикует стихи и прозу в московской, петербургской, зарубежной периодике (журналы «Арион», «Черновик», «Нева», «Дружба народов», «Звезда», «Новый мир» и др.)
В 1992 вышла  первая книга "Стихи разных лет", включающая в себя несколько "книг" 1989-91, а в 1993 журнал «Лепта» опубликовал фантастическую повесть "Черный поезд" о взаимоотношениях с "другой реальностью" солдат и офицеров военной базы. 
Борис Григорин в статье, посвященной первому поэтическому сборнику Григорьева отмечал: «Поэтическая рефлексия в его стихах выходит на высокий уровень обобщении не метафизически, как у Г.Айги, не силлогизмом, как у Г.Алексеева, не многозначительной хаотичностью А.Драгомощенко, не фразовым минимализмом В.Некрасова и сжатой дискретностью В.Земских, но каким-то другим, простым человеческим образом, условием любви (название раннего сборника). Простота этого условия в том, чтобы создать, увидеть мир, в котором сможешь устойчиво существовать, приспособить себя к нему стихами, найти новый контакт с вещами этого мира,  притом на чувственном, а не только на метафизическом уровне… Это… магия, когда маленькое событие вырастает до картины мира, которую автор застает в данный момент…...Эффект неизбежного (для маргиналий) присутствия белового текста и сообщает стихам Григорьева ту парадоксальную простоту, которая требует сопряжения различных систем восприятия, в конечном счете освобождает от обладания вещью, как от насилия над ней: "Над головой грохочет поезд,/ он мог меня сегодня увезти,/но мне важнее переход/ через пути". И представляется, что петербургская поэзия может пойти не только правильно кушнеровским, завораживающе  соснорвским или притягательно бродским путем, а — через…" (Григорин Б. Немного белил // Топка, СПб, 1997, № 4, С.264-271).
Григорьев. продолжает свою собственную линию "через пути" и в последующих поэтических книгах. «Образ в его стихах как будто сам рождается из движения фразы, – отмечает Валерий Шубинский в предисловии к «Другому фотографу», - Но эта естественность не отменяет ремесленной (в высоком смысле слова) хватки, даже несколько «старомодной». Дмитрий Григорьев строит стихи не как резчик по дереву, даже не как столяр – как плотник, сколачивающий из крупных досок простую и прочную конструкцию, которая, ко всеобщему удивлению, способна взлетать. И, собственно, поэтическое чудо в данном случае заключается в том, что переход в иной мир (мир, главное свойство которого – чудесная непредсказуемость), происходит там, где вроде и не должен происходить».  «На мой взгляд, - отмечает В. Губайловский, - все дело в том, что на фоне общих называний и чистых цветов вдруг происходит перелом, переход на другой уровень релевантности — высказывание конкретизируется, становится сугубо личным, частным, а потому достоверным. И эта конкретность дарит доверием и общие вещи, и они тоже обретают жизнь. И фанерный самолет взлетает, потому ясно: в нем сидит человек». 
Одновременно Григорьев продолжает работать с прозой. В 1995 вышел написанный «на заказ» роман "Сторож ночи", который сам автор впоследствии назвал крайне неудачным. Следующее крупное произведение, роман "Господин ветер" вызвало многочисленные критические отклики, где Григорьева часто сравнивают с Пирсигом и Керуаком, классиками "дорожного" жанра. Ведь эта необычная книга представляет собой роман-дорогу: молодой малоизвестный музыкант по прозвищу Кристофер путешествует автостопом с Востока на Запад. Попутчики оказываются людьми совершенно разных профессий и социальных слоев. В сюжет построенный во многом на автобиографическом материале (больше трети своей жизни автор провел в путешествиях по странам Европы и Азии) плотно вплетены истории из современного фольклора, местные и выдуманные легенды.
«В 333 страницы, - пишет Сергей Бирюков, - Григорьев вогнал действительно целую жизнь, переплетенную со множеством других жизней. Крис движется по трассе, словно гонимый ветром судьбы, ветром поиска себя настоящего, и он сам становится этим ветром, он подчиняется потокам судьбы, словно древние даосы живущие под знаком ветра и потока»
«Сюжет "Господина Ветра" словно извилистая дорога с многочисленными привалами. Временами роман делает крен в сторону приключенческой прозы, временами - в сторону "магического реализма" питерского разлива, но трасса закладывает новый поворот, и очередной оазис скрывается за тучей пыли, поднятый случайным "КамАЗом", подобравшим нашего героя». (Владимирский В). 
За романом  последовали циклы рассказов, вошедшие в книги "Огненный дворник" и  "Все цвета жизни". «Поэтическое восприятие придает еще одно измерение прозе Дмитрия Григорьева. Герой видит мир, «если не с лучшей стороны, то с наиболее ошеломляющей». Талант такого восприятия мира Пастернак назвал «детской моделью Вселенной».   «Не будем по-петербуржски «провинциально»  сравнивать, - пишет Б. Григорин в предисловии к книге «Огненный дворник» - но то, что для Пелевина «проблемы вервольфа в средней полосе», то есть предсказуемая тема оборотничества, то для Д.Григорьева (рассказ «Имена») – поэзия чистой воды: встреча с умершими, не перерождение в животных, а новое рождение человека. Итак, мы видим, что перед нами литература не образов и личностей, но сущностей. Литература, умеющая выходить за пределы канонов, «опускать руки в другое», разрежать плотность времени».
В 2016 году вышла книга стихотворений Дмитрия Григорьева "Птичья псалтырь", вошедшая в шорт-лист премии Андрея Белого  (2017). Рецензии на эту книгу были опубликованы в журналах "Новый мир" , НЛО  и "Прочтение" 
Некоторые стихотворения и рассказы были переведены на английский, итальянский, польский, французский, немецкий, чешский, сербский, испанский, грузинский, китайский и др. языки. Стихотворения неоднократно публиковались в журнале «Poesia» (Милан), вошли в изданную в 2006 г. в Ирландии антологию «Ночь в Набоков-отеле. 20 поэтов современной России».

## Труды
- Стихи разных лет. — СПб.: Северо-Запад, 1992.
- Последний враг: Романы. — СПб.: Северо-Запад, 1994.
- Перекрестки: Книга стихотворений. — СПб.: Борей, 1995.
- Сторож ночи: Роман. — СПб.: Азбука, 1996.
- Поэтическая версия романа «Господин Ветер», СПб, «Борей»+«Публищёрс», 1998
- Записки на обочине: Книга стихотворений. — СПб.: Знак, Борей-Арт, 2000.
- Господин Ветер: Роман. — СПб.: Амфора, 2002.
- Огненный дворник: Сборник стихов и прозы, СПб, «Борей», серия «Версия письма», 2005.
- И снова солнцу удивлюсь: Книга о Поладе Бюль-Бюль оглы. — СПб., 2006.
- Другой Фотограф: Книга стихотворений. — М.: Русский Гулливер, 2009.
- Между играми: Книга стихов. — М.: АРГО-РИСК, 2010.
- Новые сказки: Книга стихотворений. — Таганрог: Нюанс, 2011.
- На плечах Великого Хималая: Книга путешествий. — СПб.: Амфора, 2012.
- Все цвета Жизни: Сборник рассказов — СПб.: Своё издательство, 2013
- Птичья псалтырь: Книга стихотворений. —  СПб.: Лимбус-пресс, 2016
- Il poeta ha molte vite: Книга стихотворений в пер. на итальянский (перевод Паоло Гальвани). — , Milan: Macabor, 2018
- Радиостанция Седьмой шлюз: Книга стихотворений,— Шупшакар: Free Poetry, 2019
- Аудиокнига "Трава для солнечных зайцев" в проекте "Borey Books", 2020
- Краткая история депрессионизма, — СПб, Пальмира, 2021
- Крайние люди: Книга стихотворений, — СПб, Пальмира, 2021
- Из Петербурга в Карелию (Подробнейшее описание трёх автомобильных маршрутов с историческими и лирическими отступлениями) —  СПб.: Лимбус-пресс, 2021
- В режиме реального времени: Книга стихотворений, — СПб, Пальмира, 2023

## Интервью и мемуары
- Автобиография. Лица петербургской поэзии. 1950-1990-е. Автобиографии. Авторское чтение. СПб: Искусство России, 2011, 712 с. С. 382-385.
- На Радио «Свобода», 2005
- в «Богемном Петербурге»
- На «Политру», 2010
- в АИФ, 2013
- на «Контральтопипл»
- в «Независимой газете»
- в программе «Колокол ума»